# Semne de viață (Star Trek: Voyager)
„Semne de viață” (titlu original: „Lifesigns”) este al 19-lea episod din al doilea sezon al serialului TV american SF Star Trek: Voyager, al 35-lea în total. A avut premiera la 26 februarie 1996 pe canalul UPN.

## Prezentare
Doctorul oferă ajutor unei femei Vidiene ce suferă de sindromul Autofagie.

## Rezumat
Paris ajunge târziu pe puntea de comandă în timp ce este primit un apel SOS. Voyager teleportează la bord trupului muribund al unei femei vidiiene. În infirmerie, Doctorul lucrează pentru a o salva. El creează un corp holografic al ei pentru a-l ajuta; o hologramă care arată și acționează așa cum ar face-o dacă ea ar fi sănătoasă. Se numește Danara Pel și este medic, pregătită și capabilă să ajute la vindecarea corpului devastat de boală de pe pat. Doctorul își dă seama curând că se îndrăgostește de Danara Pel, dar are probleme în a-și pune în ordine sentimentele față de holograma vibrantă și față de pacientul real, aflat pe moarte.
Datorită suferințelor suferite anterior din cauza vidiienilor, Torres este reticentă în a o ajuta pe Dr. Pel - ADN-ul ei klingonian s-a dovedit a fi rezistent la Autofagie, boala care-i afectează pe vidiieni, dar în curând ea cedează.
Doctorul și holograma Danarei Pel se transferă și pe holopunte, printre altele în barul lui Sandrine sau într-un program al lui Paris cu un autovehicul pe planeta Marte.

## Actori ocazionali
- Susan Diol - Danara Pel
- Raphael Sbarge - Michael Jonas
- Martha Hackett - Seska
- Michael Spound - Lorrum
- Rick Gianasi - Gigolo